# Théâtre de l'Opéra-Comique (Londres)
Le théâtre de l'Opéra-Comique est un ancien théâtre de Londres, situé sur Wych Street dans le quartier de Westminster. Ouvert en 1870, il est détruit en 1902 pour permettre le percement des nouvelles artères Kingsway et Aldwych.

## Sources
- (en) Cet article est partiellement ou en totalité issu de l’article de Wikipédia en anglais intitulé « Opera Comique » (voir la liste des auteurs).